# Peter Pospieszczyk
Peter Pospieszczyk (* 23. September 1935 in Penig; † 14. August 1985 in Ostenfelde, Westfalen) war ein deutscher Automobilrennfahrer, der in den Jahren 1974 bis 1978 und 1980 bis 1982 aktiv war.

## Karriere
Ab Anfang 1970 fuhr Pospieszczyk auf seinem BMW 2002Ti die ersten lokalen Rennen, später in Gesamtdeutschland Rallyes. Ab Mitte der 1970er Jahre suchte er die Herausforderung bei Rundstreckenrennen. Er fuhr die Porsche-Typen 911 Carrera RS und 934. Später stieg er auf einen BMW M1-Procar um. Sein erfolgreichstes Jahr als Rennfahrer hatte Pospieszczyk 1980, als er am 22. Juni auf dem Circuit Zolder im belgischen Zolder und am 14. September auf dem Siegerlandring jeweils den Sieg einfuhr.